# The Trials of O'Brien
The Trials of O'Brienは、1965年9月から1966年3月まで放送されたアメリカ製作の連続TVドラマ。コメディ、アクション、ミステリー、ロマンス。
若き日のピーター・フォークが主演し、スマートな弁護士役を演じて人気のシリーズとなった。各話が60分で22エピソードまで製作された。のちに、1966年の劇場公開版『泥棒がいっぱい』が作られた。

## キャスト
- ピーター・フォーク（ダニエル・J・オブライアン）
- ジョアンナ・バーンズ（ケイティ・オブライアン）